# 마갈리 아마데이

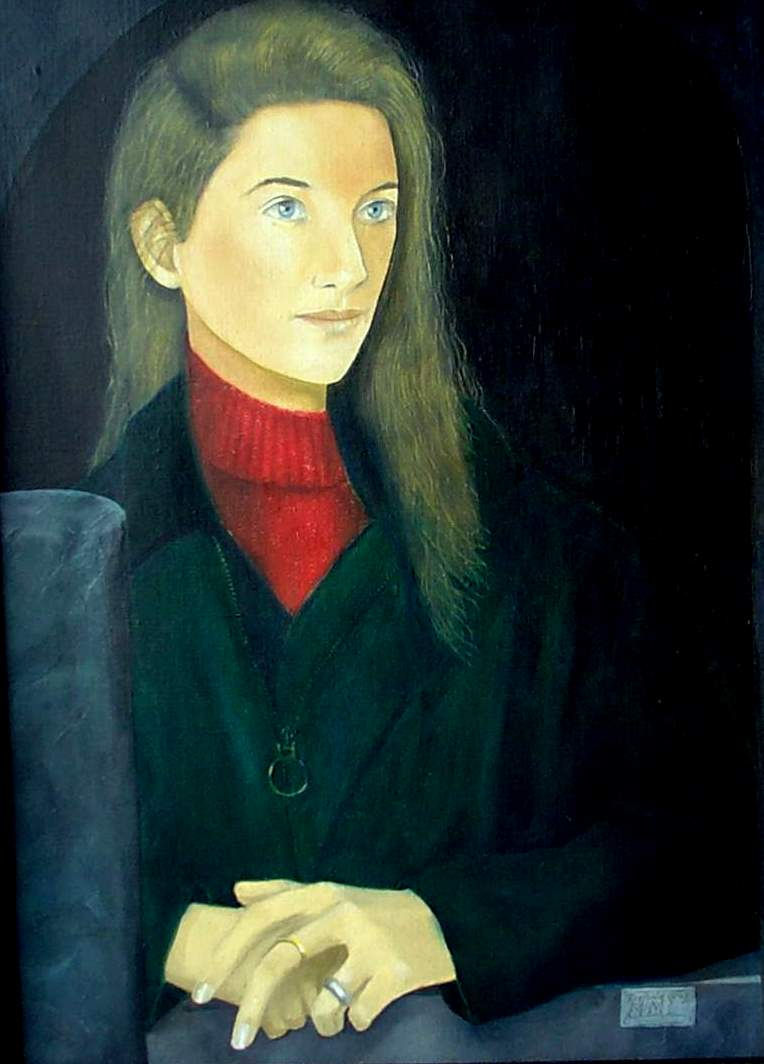

마갈리 아마데이(Magali Amadei, 1974년 11월 30일 ~ )는 프랑스의 모델, 배우이다.
니스에서 태어났다.

## 영화
- 하우스 오브 디 (2004년) - 코라리 워쇼 역
- 택시: 더 맥시멈 (2004년)
- 그룸스멘 (2001년)
- 결혼한 남자의 마음 (2001년)
- 웨딩 플래너 (2001년)